# خیارک (اردبیل)
خیارک  یا نام اصیل آن ( خیران ) شهری است که در استان اردبیل، شهرستان اردبیل، بخش مرکزی، در فاصله ۲۸ کیلومتری شهر اردبیل قرار دارد.

## جمعیّت
بر اساس سرشماری سال ۱۳۸۵ جمعیّت این شهر ۳۱۸۳ نفر با ۷۰۹ خانوار بوده‌است. در حال حاضر (۱۴۰۳) جمعیت این شهر حدودا نزدیک ۶ هزار نفر تخمین زده میشود و بعد از روستای شام اسبی اردبیل دومین روستای پر جمعیت اردبیل می باشد (از سال ۱۴۰۳ به عنوان شهر مطرح شد ).